# Molvány
Molvány ist eine ungarische Gemeinde im Kreis Szigetvár im Komitat Baranya. Zur Gemeinde gehört der Ortsteil Molványhídpuszta. Molvány liegt fünf Kilometer südwestlich der Stadt Szigetvár, an dem Fluss Gyöngyös-patak.

## Geschichte
Molvány wurde 1360 erstmals urkundlich erwähnt.

## Sehenswürdigkeiten
- Reformierte Kirche, erbaut 1828 (Spätbarock)

## Verkehr
Molvány ist nur über die Nebenstraße Nr. 58108 zu erreichen, zwei Kilometer nördlich verläuft die Hauptstraße Nr. 6. Die Gemeinde ist angebunden an die Eisenbahnstrecke von Pécs nach Barcs.